# Computer Aided Verification
La conférence Computer Aided Verification (abrégé en CAV) est un congrès scientifique annuel sur la théorie et la pratique de l'analyse formelle assistée par ordinateur de logiciels et matériels. C'est une des conférences les mieux classées en informatique,. 
Plusieurs articles historiques sur les techniques de  vérification de modèles ont été présentés à CAV, tels que « Counterexample-Guided Abstraction Refinement » et des méthodes de réduction par ordre partiel comme « A Stubborn Attack On State Explosion »,.

## Description
CAV est la conférence internationale principale sur la vérification assistée par ordinateur. Elle offre un forum de présentation de recherches avancées  allant de la vérification de modèles et de la démonstration automatique de théorèmes aux tests. Les recherches présentées  à CAV comprennent l'application de méthodes formelles à de nombreuses variétés de systèmes, y compris le matériel, les logiciels et les protocoles de communication. Elle couvre de nombreux modèles de systèmes, y compris les systèmes à états finis et à états infinis, les systèmes hybrides et les systèmes probabilistes. Elle comprend à la fois des études de cas théoriques et des études de cas industriels. Le point commun est l'utilisation de méthodes automatiques pour aider les concepteurs à construire des systèmes plus fiables.

## Organisation
CAV a lieu chaque année en juillet, et alternativement  en l'Amérique du Nord et l'Europe. Elle a débuté sous la forme d'un workshop qui s'est tenu en 1989 à Grenoble. Par la suite, CAV a été organisée comme une conférence par Edmund Clarke, Robert Kurshan, Amir Pnueli ou Joseph Sifakis. En général, chaque conférence comporte un ou plusieurs exposés par des conférenciers invités. Un jour de la conférence, le tutorial day, est consacré à des exposés de synthèse ou tutoriels. Tout un ensemble de workshop forment un essaim de conférences satellites autour de la conférence principale. En 2018, on en dénombre douze :
- workshop on Formal Reasoning in Distributed Algorithms (FRIDA)
- workshop on Runtime Verification for Rigorous Systems Engineering (RV4RISE)
- le 5e workshop on Horn Clauses for Verificationand Synthesis (HCVS)
- le 7e workshop on Synthesis (SYNT)
- l'International Workshop on Parallel Logical Reasoning (PLR),
- la 10e working Conference on Verified Software: Theories, Tools and Experiments (VSTTE)
- le workshop on Machine Learning for Programming (MLP)
- le 11e International Workshop on Numerical Software Verification (NSV),
- le workshop on Verification of Engineered Molecular Devices and Programs (VEMDP),
- le 3e workshop on Fun With FormalMethods (FWFM),
- le workshop on Robots, Morality, and Trust through the Verification Lens,
- et l'IFAC Conference on Analysis and Design of Hybrid Systems(ADHS)

Les actes de la conférence sont publiées par Springer-Verlag dans la série des Lecture Notes in Computer Science, en 2018 pour la première fois en accès ouvert. Une sélection d'articles tirés des communications est publiée dans un numéro spécial de  Formal Methods in System Design et dans le  Journal of the ACM.

## Prix CAV
Chaque année, un  prix CAV est attribué lors de la conférence. Le montant du prix est de 10 000 à partager entre les récipiendaires s'il y en a plusieurs. Les premiers lauréats, en 2008, étaient Rajeev Alur et
David L. Dill, en 2018 ils étaient six à se partager le prix : Armin Biere, Alessandro Cimatti, Edmund M. Clarke, Daniel Kroening, Flavio Lerda et Yunshan Zhu.

## Sélection
À titre d'exemple, la conférence 2018 a reçu 215 propositions ; le comité de sélection a retenu 13 articles sur des outils et 52 communications normales, ce qui donne un taux d'acceptation de l'ordre de 30%, montrant que la sélection a été très forte.

## Article lié
- Liste des principales conférences d'informatique théorique